# Piotr Świerczewski
Piotr Jarosław Świerczewski (ur. 8 kwietnia 1972 w Nowym Sączu) – polski piłkarz występujący na pozycji pomocnika, reprezentant Polski, trener piłkarski, freak fighter. Młodszy brat Marka Świerczewskiego. Posiada również obywatelstwo francuskie.

## Przebieg kariery piłkarskiej

### Kariera piłkarska
Zdobył wicemistrzostwo olimpijskie w Barcelonie 1992, Puchar Intertoto w 1997 jako zawodnik SC Bastia, cztery razy Puchar Polski (w sezonach 1990/91, 1992/93 w barwach GKS Katowice, 2003/04 w barwach Lecha Poznań oraz 2006/07 w barwach Dyskobolii), dwa razy Superpuchar Polski (w 1992 w barwach Katowic oraz w 2004 w barwach Lecha).
26 listopada 1992 zadebiutował w reprezentacji Polski w meczu przeciwko Argentynie. Uczestniczył w mistrzostwach świata w Korei Południowej i Japonii w 2002, w których wystąpił w dwóch meczach. Łącznie w reprezentacji rozegrał 70 spotkań i strzelił jednego gola.
W połowie 2010 zakończył profesjonalną karierę piłkarską. W 2012 rozegrał jeszcze dwa spotkania w nieistniejącej już Tęczy '34 Płońsk, a w 2014 był krótko zawodnikiem Tarnovii Tarnowo Podgórne.
Kariera trenerska
Od 15 kwietnia 2011 do zakończenia sezonu 2010/11 wraz z Maciejem Śliwowskim tworzył duet trenerski w Zniczu Pruszków. W 2012 pracował jako szkoleniowiec ŁKS Łódź. Po spadku klubu do I ligi, z dniem 1 czerwca 2012 został mianowany jego dyrektorem sportowym. Od 12 września 2012 był trenerem Motoru Lublin. Od 19 lutego 2015 był asystentem Marcina Dorny, selekcjonera reprezentacji Polski do lat 21.

## Kariera freak fight

### FFF
21 grudnia 2019 zadebiutował w tzw. freak fightach, w walce na zasadach mieszanych sztukach walki, gdzie podczas gali Free Fight Federation 2 pokonał jednogłośnie na punkty Grzegorza „Grega Collinsa" Chmielewskiego.

### Fame MMA
21 lipca 2023 w drugiej walce na zasadach MMA, zmierzył się z Dariuszem „Daro Lwem" Kaźmierczukiem, podczas gali Fame Friday Arena 1. Wygrał przez niezdolność rywala do kontynuowania walki po pierwszej rundzie.

## Życie prywatne
Jest żonaty z Lidią, która w 2005 wystąpiła w filmie dokumentalnym „Bo mój chłopak piłkę kopie”. Ma dwoje dzieci: Tomasza (ur. 1994) i Annę (ur. 1997).
W 2009 wystąpił w teledysku Red & Spinache, wcielając się w rolę policjanta.
Wiosną 2018 brał udział w trzecim sezonie programu TVN Agent – Gwiazdy.

### Procesy sądowe
Za zachowanie po meczu towarzyskim Polski z Irlandią w Bydgoszczy 28 kwietnia 2004 – doszło do utarczek i znieważenia dziennikarza tygodnika „Piłka Nożna” Adama Godlewskiego – został ukarany przez Polski Związek Piłki Nożnej karą dyskwalifikacji na sześć miesięcy w zawieszeniu na rok oraz grzywną w wysokości 28 tysięcy złotych.

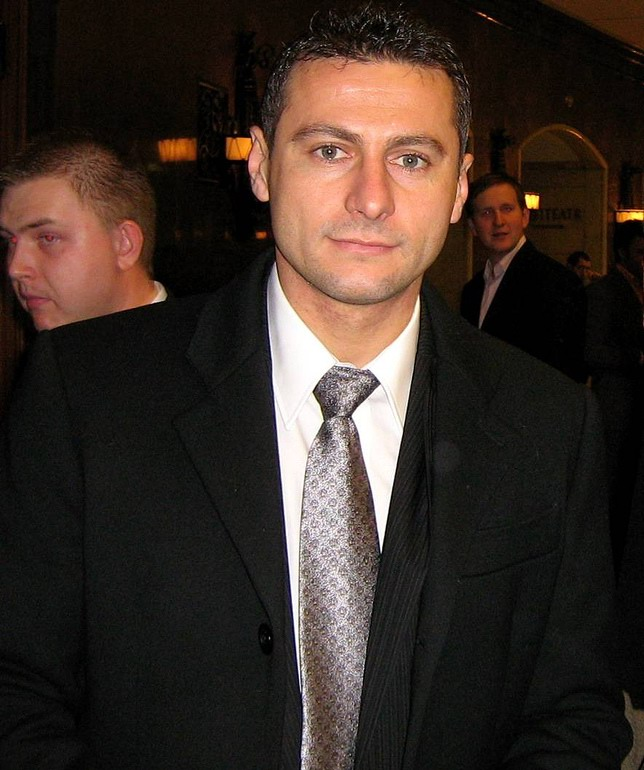
Świerczewski (2007)

W nocy z 27 na 28 lipca 2008 w pensjonacie Villa Siesta w Mielnie został zatrzymany za rzekome zaatakowanie i znieważenie interweniujących policjantów. W zajściu brali udział także inni piłkarze: Radosław Majdan oraz Jarosław Chwastek. Prokuratura wszczęła postępowanie w tej sprawie, a Świerczewski opuścił areszt za poręczeniem majątkowym w wysokości 50 tysięcy złotych. Proces sądowy rozpoczął się w czerwcu 2009, piłkarze zaś zostali oskarżeni o to, że podczas wymienionych zdarzeń mieli zmuszać policjantów przemocą do odstąpienia od czynności służbowych i znieważali ich. 15 czerwca 2010 zapadł wyrok w tej sprawie, w którym koszaliński sąd rejonowy skazał Świerczewskiego na pół roku więzienia w zawieszeniu na dwa lata (Majdan został skazany na karę grzywny, a w sprawie Chwastka postępowanie karne zostało warunkowo umorzone). Od powyższego wyroku apelację złożyli zarówno obrońcy piłkarzy, jak i prokurator. 29 października 2010 sąd drugiej instancji, Sąd Okręgowy w Koszalinie, umorzył sprawę z uwagi na nieznaczną szkodliwość czynu. Sąd uznał, że piłkarze nie są niewinni, jednakowoż reakcję policjantów na zachowanie Świerczewskiego ocenił jako niewspółmierną w stosunku do tego zachowania. Wobec Świerczewskiego umorzenie było warunkowe przez okres dwóch lat; bezterminowe wobec pozostałych zawodników. Ponadto piłkarz musiał zapłacić 2 tysiące zł nawiązki na rzecz Fundacji Pomocy Wdowom i Sierotom po Poległych Policjantach, a wszyscy wspólnie pokryć koszty postępowania.